# Ana Maria de Gonzaga-Nevers
Ana Maria de Gonzaga-Nevers (Paris, 1616 – 6 de julho de 1684), foi uma nobre ítalo-francesa e salonista. Era filha mais nova de Carlos I de Gonzaga-Nevers, duque de Mântua e Monferrato, e Catarina de Mayenne, filha de Carlos de Lorena, duque de Mayenne. Ana era Princesa Palatina pelo casamento com Eduardo do Palatinado-Simmern, neto do rei Jaime I da Inglaterra e tio do rei Jorge I da Grã-Bretanha. Ela deu à luz a três filhas de Eduardo. Se Eduardo não tivesse se convertido ao catolicismo, e Ana tivesse se convertido ao protestantismo, o trono inglês poderia ter sido herdado por seus descendentes.